# Eastern Suburbs Association Football Club
Maillots
Actualités
Dernière mise à jour : 6 décembre 2024.
Le Eastern Suburbs AFC est un club néo-zélandais de football basé à Auckland.

## Historique
- 1934 : fondation du club par fusion de Tamaki United AFC (fondé en 1924) et de Glen Innes (fondé en 1930)
- 2016 : le club intègre le NZFC.

## Palmarès
- Championnat de Nouvelle-Zélande
  - Champion : 1971, 2019

- Coupe de Nouvelle-Zélande
  - Vainqueur : 1951, 1953, 1965, 1968, 1969, 2015
  - Finaliste : 1955, 1976, 2006

## Bilan saison par saison
| Saison    | Championnat | Championnat | Championnat | Championnat | Championnat | Championnat | Championnat | Championnat | Championnat | Championnat | Championnat                          | Ligue des Champions de l'OFC           | Coupe du monde des clubs |
| Saison    | Division    | Pos         | Pts         | J           | V           | N           | D           | BP          | BC          | Diff.       | Phase finale                         | Ligue des Champions de l'OFC           | Coupe du monde des clubs |
| --------- | ----------- | ----------- | ----------- | ----------- | ----------- | ----------- | ----------- | ----------- | ----------- | ----------- | ------------------------------------ | -------------------------------------- | ------------------------ |
| 2016-2017 | NZFC        | 5e          | 30          | 18          | 9           | 3           | 6           | 28          | 25          | +3          | -                                    | -                                      |                          |
| 2017-2018 | NZFC        | 4e          | 32          | 18          | 10          | 2           | 6           | 37          | 24          | +13         | Demi-finale                          | -                                      |                          |
| 2018-2019 | NZFC        | 2e          | 40          | 18          | 13          | 1           | 4           | 53          | 16          | +34         | Champion                             | -                                      |                          |
| 2019-2020 | NZFC        | 4e          | 22          | 16          | 6           | 4           | 6           | 33          | 26          | +7          | Qualifié pour (phase finale annulée) | 1er du groupe A (phase finale annulée) |                          |
| 2020-2021 | NZFC        |             |             |             |             |             |             |             |             |             |                                      |                                        |                          |